# مارگریتا بانی
مارگریتا بانی (ایتالیایی: Margherita Bagni؛ ‏ ۲۱ فوریهٔ ۱۹۰۲ – ۲ ژوئیهٔ ۱۹۶۰) بازیگر اهل ایتالیا بود. او به‌واسطه ناپدری‌اش ارمته زاکونی از سنین کودکی پا به عرصه بازیگری نهاد.
از فیلم‌هایی که وی در آن نقش داشته‌است، می‌توان به آخرین رقص، حیف که او بدذات است، شام دلقک، شهبانوی ناوارا و دکتر آنتونیو اشاره کرد.